# Анахајм амигоси
Анахајм амигоси (енгл. Anaheim Amigos) је бивши амерички кошаркашки клуб из Анахајм, Калифорније. Играли су Западној дивизији АБА лиге под различитим именима у свих девет година постојања лиге. Након њихове прве сезоне у Анахајму, тим се преселио у Лос Анђелес да би постао Лос Анђелес старси. Године 1970. тим се преселио у Солт Лејк Сити и постао Јута старси.
Амигоси су били први професионални тим у било ком спорту који је себе прогласио да представља град Анахајм у Калифорнији, и били су једини тим који је то учинио све док Анахајм дакси из Анахајма из Националне хокејашке лиге нису почели да играју 1993. године. Лос Анђелес ејнџелси главне лиге бејзбола је играо на стадиону Анахајм током постојања Амигоса, али они нису користили „Анахајм” у свом имену све до 1997. године.

## Историја франшизе

### Почетци
Оснивањем Америчке кошаркашке асоцијације (АБА) 2. фебруара 1967. године, чартер франшиза у Анахајму додељена је Арту Киму и Џејмсу Акерману за 30.000 долара. Такмичење 'Именуј тим' резултирало је именом „Амигоси”. Тим је већину својих утакмица код куће играо у Конгресном центру Анахајма. Пет домаћих утакмица било је заказано на другом месту у Калифорнији и три домаће утакмице у Хонолулуу на Хавајима. Ал Брајтман је био први тренер.

### Сезона 1967/68.
У екипи Амигоса истакли су бекови Лес Селвиџ, Џеф Конгдон и Стив Чубин, бивши НБА играч Бен Ворли и седмометарски центар Лери Банс. Чубин је предводио тим по кошевима и асистенцијама и био је миљеник навијача. Селвиџ је водио лигу у покушајима са три поена. Ворли је водио тим у скоковима и био је ефикасан спољни стрелац. Конгдон је играо добро, али је средином сезоне замењен у Денвер рокетсе за Вилиса Томаса. Банс није оправдао очекивања упркос својој висини, али је 1968. играо на АБА ол-стар утакмици, као и Ворли.
Амигоси нису били успешни у регуларној сезони. Изгубили су својих првих пет утакмица, укључујући прву АБА утакмицу у историји, изгубили су од Окланд окса у гостима са 134 : 129. Након што је изгубио две трећине у првих 36 утакмица, Брајтман је отпуштен и замењен на месту главног тренера са Харијем Динелом. Током сезоне, Амигоси су изгубили осам узастопних утакмица  и имали су још два пута по узастопних шест пораза. Тим је завршио сезону са 25 победа и 53 пораза, што је било добро за пето место у Западној дивизији, али недовољно за пласман у плеј-оф.

### Селидба у Лос Анђелес
Амигоси су у Анахајму имали веома лошу посећеност. Као домаћини мали су у просеку 1.293 навијача по утакмици, а њихове утакмице су преносили на радију, а понекад и на телевизији. Међутим, током сезоне су изгубили око 500.000 долара и продати су за 450.000 долара Џејмсу Џеј Кирсту који је преместио тим у оближњу Меморијалну спортску арену у Лос Анђелесу, где су променили име „амигоси” у „старсе”. Кирст је такође довео Била Шармана за новог тренера. Шарман је управо завршио две године тренирајући НБА Сан Франциско вориорсе, одводећи их у плеј-оф у обе наредне сезоне. Пошто је Шарман остао са тимом, помоћу његовог ауторитета успели су да потпишу 13 од својих 15 најбољих избора на драфту, укључујући Ол-американсе Ларија Милера и Мерва Џексона. Играјући са екипом који је садржавао 8 почетника, Лос Анђелес је ту сезону завршио на 5. месту и није успео да уђе у плеј-оф 1968/69. Сезона 1969/70. почела је мало боље за Старсе са неким новим ветеранима који су се придружили најбољим играчима из претходних сезона који су се вратили, али тим је још увек био ван плеј-офа када су 5. марта продати предузетнику кабловске телевизије Билу Данијелсу. Након продаје, тим је оживео, пласиравши се у плеј-оф последњег дана сезоне. Упркос четвртом месту, Шарман, Џорџ Стоун и Мек Калвин предводили су Старсе до шампиона Западне конференције. У АБА финалу 1970. године, упркос томе што су били тешки аутсајдери, они су намучили Индијана пејсерсе игравши серију од шест утакмица пре него што су на крају изгубили.

### Селидба у Солт Лејк Сити, Јута
После сезоне 1969/70, франшиза се поново преселила, овог пута у Солт Лејк Сити, и постала Јута старси.

## Остварења по сезонама
| Сезона             | Поб | Изг | %    | Плеј−оф                                                                        | Резултат                                                                 |
| ------------------ | --- | --- | ---- | ------------------------------------------------------------------------------ | ------------------------------------------------------------------------ |
| Анахајм амигоси    |     |     |      |                                                                                |                                                                          |
| 1967/68.           | 25  | 53  | .321 |                                                                                |                                                                          |
| Лос Анђелес старси |     |     |      |                                                                                |                                                                          |
| 1968/69.           | 33  | 45  | .423 |                                                                                |                                                                          |
| 1969/70.           | 43  | 41  | .512 | Победили у полуфиналу дивизије Победили у АБА полуфиналу Изгубили у АБА финалу | Лос Анђелес 4, Далас 2 Лос Анђелес 4, Денвер 1 Индијана 4, Лос Анђелес 2 |